# Crossoglossa steinii
Crossoglossa steinii är en orkidéart som först beskrevs av Dodson, och fick sitt nu gällande namn av Dodson. Crossoglossa steinii ingår i släktet Crossoglossa, och familjen orkidéer. Inga underarter finns listade i Catalogue of Life.